# Ippolito Costa

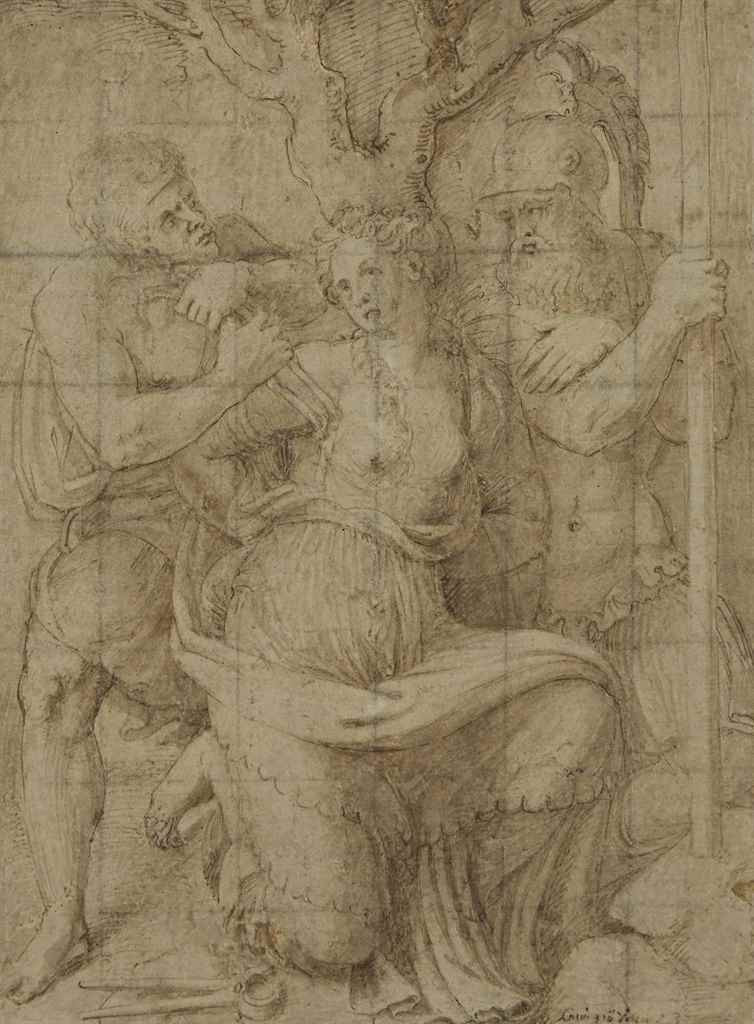
Martirio de Santa Águeda, dibujo a pluma y tinta marrón, aguada marrón y realces con blanco sobre papel, 17,4 x 12,7 cm. Subastado en Christie's, Londres, 2015, como Ippolito Costa o Giovanni Battista Bertani, podría ser estudio para el lienzo del mismo asunto de la catedral de Mantua.

Ippolito Costa (Mantua, 1506-Mantua, 8 de noviembre de 1561) fue un pintor italiano activo durante el Renacimiento.

## Biografía
Hijo de Lorenzo Costa y, probablemente, padre de Lorenzo Costa el Joven. Trabajó principalmente en Mantua, donde está documentada su actividad en la corte ducal entre los años 1529 y 1539.
Artista poco conocido, sus obras de juventud recuerdan a las de Girolamo da Carpi y a las de su padre. Ambos pintores podrían haber sido sus maestros. Más adelante, su estilo se acercó al manierismo, sobre todo a la obra de Giulio Romano, por aquel entonces al servicio de Federico II Gonzaga.
Entre sus alumnos figuran Bernardino Campi y su propio hijo.

## Obras destacadas
- Virgen con el Niño y tres santos (1531, Museo Poldi Pezzoli, Milán)
- Virgen entronizada con San Benito y San Juan Evangelista (San Benedetto, Gonzaga)
- Santa Águeda (1552, Catedral de Mantua).
- Deposición del cuerpo de Cristo (Santi Gervasio e Protasio, Mantua)
- San Martín (San Martino, Mantua)